# Davis Cup 2018

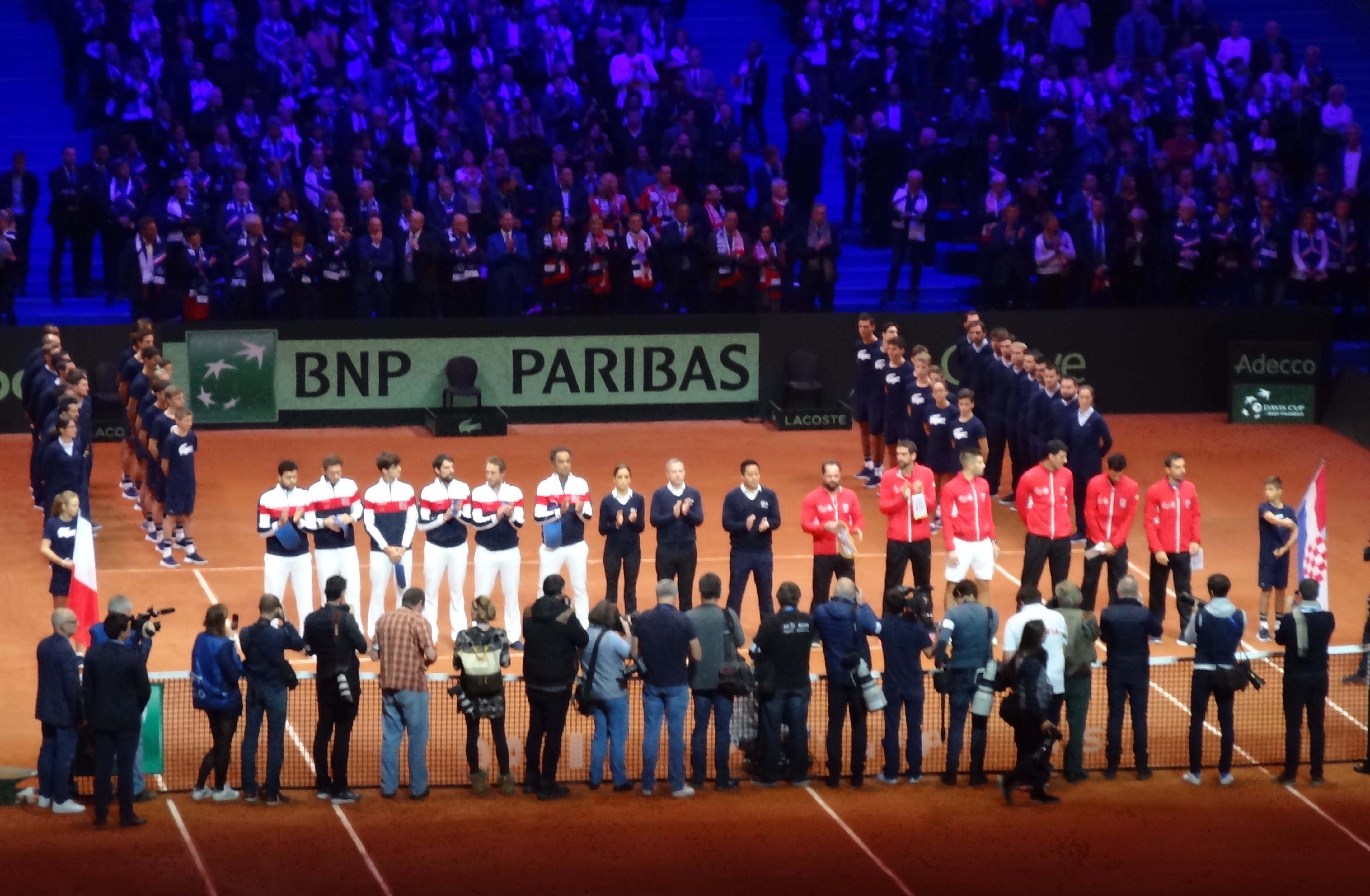
Eröffnungsfeier zum Finale in Lille

2018 wurde der Davis Cup zum 107. Mal ausgetragen. 16 Mannschaften spielten in der Weltgruppe um den Titel.

## Teilnehmer

### Weltgruppe
| - Australien - Belgien - Deutschland - Frankreich | - Großbritannien - Italien - Japan - Kanada | - Kasachstan - Kroatien - Niederlande - Schweiz | - Serbien - Spanien - Ungarn - USA |

### Kontinentalgruppe I

#### Amerikazone
| - Argentinien - Barbados - Brasilien | - Chile - Dominikanische Republik | - Ecuador - Kolumbien |

#### Europa-/Afrikazone
| - Bosnien und Herzegowina - Israel - Österreich - Portugal | - Russland - Schweden - Slowakei - Südafrika | - Tschechien - Ukraine - Belarus |

#### Ozeanien-/Asienzone
| - Indien - Neuseeland | - Pakistan - Südkorea | - Usbekistan - Volksrepublik China |

## Das Turnier

### Weltgruppe
|  | 1. Runde 2.–4. Februar | 1. Runde 2.–4. Februar | 1. Runde 2.–4. Februar |                    |                    | Viertelfinale 6.–8. April | Viertelfinale 6.–8. April | Viertelfinale 6.–8. April |  |  | Halbfinale 14.–16. September | Halbfinale 14.–16. September | Halbfinale 14.–16. September |  |  | Finale 23.–25. November | Finale 23.–25. November | Finale 23.–25. November |
|  |                        |                        |                        |                    |                    |                           |                           |                           |  |  |                              |                              |                              |  |  |                         |                         |                         |
|  | Frankreich             | Frankreich             | 3                      |                    |                    |                           |                           |                           |  |  |                              |                              |                              |  |  |                         |                         |                         |
|  | Niederlande            | Niederlande            | 1                      |                    |                    |                           |                           |                           |  |  |                              |                              |                              |  |  |                         |                         |                         |
|  | Niederlande            | Niederlande            | 1                      | Frankreich         | Frankreich         | 3                         |                           |                           |  |  |                              |                              |                              |  |  |                         |                         |                         |
|  |                        |                        |                        | Frankreich         | Frankreich         | 3                         |                           |                           |  |  |                              |                              |                              |  |  |                         |                         |                         |
|  |                        |                        | Italien                | Italien            | 1                  |                           |                           |                           |  |  |                              |                              |                              |  |  |                         |                         |                         |
|  | Italien                | Italien                | Italien                | Italien            | 1                  | 3                         |                           |                           |  |  |                              |                              |                              |  |  |                         |                         |                         |
|  | Italien                | Italien                |                        |                    |                    | 3                         |                           |                           |  |  |                              |                              |                              |  |  |                         |                         |                         |
|  | Japan                  | Japan                  | 1                      |                    |                    |                           |                           |                           |  |  |                              |                              |                              |  |  |                         |                         |                         |
|  | Japan                  | Japan                  | 1                      | Frankreich         | Frankreich         | 3                         |                           |                           |  |  |                              |                              |                              |  |  |                         |                         |                         |
|  |                        |                        |                        | Frankreich         | Frankreich         | 3                         |                           |                           |  |  |                              |                              |                              |  |  |                         |                         |                         |
|  |                        | Spanien                | Spanien                | 2                  |                    |                           |                           |                           |  |  |                              |                              |                              |  |  |                         |                         |                         |
|  | Großbritannien         | Spanien                | Spanien                | 2                  | Großbritannien     | 1                         |                           |                           |  |  |                              |                              |                              |  |  |                         |                         |                         |
|  | Großbritannien         |                        |                        |                    | Großbritannien     | 1                         |                           |                           |  |  |                              |                              |                              |  |  |                         |                         |                         |
|  | Spanien                | Spanien                | 3                      |                    |                    |                           |                           |                           |  |  |                              |                              |                              |  |  |                         |                         |                         |
|  | Spanien                | Spanien                | 3                      | Spanien            | Spanien            | 3                         |                           |                           |  |  |                              |                              |                              |  |  |                         |                         |                         |
|  |                        |                        |                        | Spanien            | Spanien            | 3                         |                           |                           |  |  |                              |                              |                              |  |  |                         |                         |                         |
|  |                        |                        | Deutschland            | Deutschland        | 2                  |                           |                           |                           |  |  |                              |                              |                              |  |  |                         |                         |                         |
|  | Australien             | Australien             | Deutschland            | Deutschland        | 2                  | 1                         |                           |                           |  |  |                              |                              |                              |  |  |                         |                         |                         |
|  | Australien             | Australien             |                        |                    |                    |                           |                           |                           |  |  |                              |                              |                              |  |  |                         |                         |                         |
|  | Deutschland            | Deutschland            | 3                      |                    |                    |                           |                           |                           |  |  |                              |                              |                              |  |  |                         |                         |                         |
|  | Deutschland            | Deutschland            | 3                      | Frankreich         | Frankreich         | 1                         |                           |                           |  |  |                              |                              |                              |  |  |                         |                         |                         |
|  |                        |                        |                        |                    |                    |                           |                           |                           |  |  |                              |                              |                              |  |  |                         |                         |                         |
|  |                        | Kroatien               | Kroatien               | 3                  |                    |                           |                           |                           |  |  |                              |                              |                              |  |  |                         |                         |                         |
|  | Kasachstan             | Kroatien               | Kroatien               | 3                  | Kasachstan         | 4                         |                           |                           |  |  |                              |                              |                              |  |  |                         |                         |                         |
|  | Kasachstan             |                        |                        |                    | Kasachstan         | 4                         |                           |                           |  |  |                              |                              |                              |  |  |                         |                         |                         |
|  | Schweiz                | Schweiz                | 1                      |                    |                    |                           |                           |                           |  |  |                              |                              |                              |  |  |                         |                         |                         |
|  | Schweiz                | Schweiz                | 1                      | Kasachstan         | Kasachstan         | 1                         |                           |                           |  |  |                              |                              |                              |  |  |                         |                         |                         |
|  |                        |                        |                        | Kasachstan         | Kasachstan         | 1                         |                           |                           |  |  |                              |                              |                              |  |  |                         |                         |                         |
|  |                        |                        | Kroatien               | Kroatien           | 3                  |                           |                           |                           |  |  |                              |                              |                              |  |  |                         |                         |                         |
|  | Kanada                 | Kanada                 | Kroatien               | Kroatien           | 3                  | 1                         |                           |                           |  |  |                              |                              |                              |  |  |                         |                         |                         |
|  | Kanada                 | Kanada                 |                        |                    |                    | 1                         |                           |                           |  |  |                              |                              |                              |  |  |                         |                         |                         |
|  | Kroatien               | Kroatien               | 3                      |                    |                    |                           |                           |                           |  |  |                              |                              |                              |  |  |                         |                         |                         |
|  | Kroatien               | Kroatien               | 3                      | Kroatien           | Kroatien           | 3                         |                           |                           |  |  |                              |                              |                              |  |  |                         |                         |                         |
|  |                        |                        |                        | Kroatien           | Kroatien           | 3                         |                           |                           |  |  |                              |                              |                              |  |  |                         |                         |                         |
|  |                        | Vereinigte Staaten     | Vereinigte Staaten     | 2                  |                    |                           |                           |                           |  |  |                              |                              |                              |  |  |                         |                         |                         |
|  | Vereinigte Staaten     | Vereinigte Staaten     | Vereinigte Staaten     | 2                  | Vereinigte Staaten | 3                         |                           |                           |  |  |                              |                              |                              |  |  |                         |                         |                         |
|  | Vereinigte Staaten     |                        |                        |                    |                    |                           |                           |                           |  |  |                              |                              |                              |  |  |                         |                         |                         |
|  | Serbien                | Serbien                | 1                      |                    |                    |                           |                           |                           |  |  |                              |                              |                              |  |  |                         |                         |                         |
|  | Serbien                | Serbien                | 1                      | Vereinigte Staaten | Vereinigte Staaten | 4                         |                           |                           |  |  |                              |                              |                              |  |  |                         |                         |                         |
|  |                        |                        |                        | Vereinigte Staaten | Vereinigte Staaten | 4                         |                           |                           |  |  |                              |                              |                              |  |  |                         |                         |                         |
|  |                        |                        | Belgien                | Belgien            |                    |                           |                           |                           |  |  |                              |                              |                              |  |  |                         |                         |                         |
|  | Ungarn                 | Ungarn                 | Belgien                | Belgien            | 2                  |                           |                           |                           |  |  |                              |                              |                              |  |  |                         |                         |                         |
|  | Ungarn                 | Ungarn                 |                        |                    |                    |                           |                           |                           |  |  |                              |                              |                              |  |  |                         |                         |                         |
|  | Belgien                | Belgien                | 3                      |                    |                    |                           |                           |                           |  |  |                              |                              |                              |  |  |                         |                         |                         |

#### Achtelfinale
| Datum         | Heimmannschaft | Ergebnis | Gastmannschaft     | Ort         |
| ------------- | -------------- | -------- | ------------------ | ----------- |
| 2.–4. Februar | Frankreich     | 3:1      | Niederlande        | Albertville |
| 2.–4. Februar | Japan          | 1:3      | Italien            | Morioka     |
| 2.–4. Februar | Spanien        | 3:1      | Großbritannien     | Marbella    |
| 2.–4. Februar | Australien     | 1:3      | Deutschland        | Brisbane    |
| 2.–4. Februar | Kasachstan     | 4:1      | Schweiz            | Astana      |
| 2.–4. Februar | Kroatien       | 3:1      | Kanada             | Osijek      |
| 2.–4. Februar | Serbien        | 1:3      | Vereinigte Staaten | Niš         |
| 2.–4. Februar | Belgien        | 3:2      | Ungarn             | Lüttich     |

#### Viertelfinale
| Datum       | Heimmannschaft     | Ergebnis | Gastmannschaft | Ort       |
| ----------- | ------------------ | -------- | -------------- | --------- |
| 6.–8. April | Italien            | 1:3      | Frankreich     | Genua     |
| 6.–8. April | Spanien            | 3:2      | Deutschland    | Valencia  |
| 6.–8. April | Kroatien           | 3:1      | Kasachstan     | Varaždin  |
| 6.–8. April | Vereinigte Staaten | 4:0      | Belgien        | Nashville |

#### Halbfinale
| Datum             | Heimmannschaft | Ergebnis | Gastmannschaft     | Ort   |
| ----------------- | -------------- | -------- | ------------------ | ----- |
| 14.–16. September | Frankreich     | 3:2      | Spanien            | Lille |
| 14.–16. September | Kroatien       | 3:2      | Vereinigte Staaten | Zadar |

#### Finale
| Frankreich                                                                                                   | Finale | Kroatien                                                                               |
| --- | --- | -------------------------------------------------------------------------------------- |
| Team Lucas Pouille Jérémy Chardy Pierre-Hugues Herbert Nicolas Mahut Jo-Wilfried Tsonga Kapitän Yannick Noah | Datum: 23. bis 25. November 2018 Ort: Stade Pierre-Mauroy, Villeneuve-d’Ascq (Frankreich) Belag: Sandplatz (Halle) \| Freitag, 23. November 2018 \| \| \| \| Jérémy Chardy \| 2:6, 5:7, 4:6 \| Borna Ćorić \| \| Jo-Wilfried Tsonga \| 3:6, 5:7, 4:6 \| Marin Čilić \| \| Samstag, 24. November 2018 \| \| \| \| Pierre-Hugues Herbert Nicolas Mahut \| 6:4, 6:4, 3:6, 7:63 \| Mate Pavić Ivan Dodig \| \| Sonntag, 25. November 2018 \| \| \| \| Lucas Pouille \| 6:73, 3:6, 3:6 \| Marin Čilić \| \| Jo-Wilfried Tsonga \| nicht ausgetragen \| Borna Ćorić \| Resultat: 1:3 | Team Marin Čilić Borna Ćorić Franko Škugor Mate Pavić Ivan Dodig Kapitän Željko Krajan |
| Freitag, 23. November 2018                                                                                   | |                                                                                        |
| Jérémy Chardy                                                                                                | 2:6, 5:7, 4:6 | Borna Ćorić                                                                            |
| Jo-Wilfried Tsonga                                                                                           | 3:6, 5:7, 4:6 | Marin Čilić                                                                            |
| Samstag, 24. November 2018                                                                                   | |                                                                                        |
| Pierre-Hugues Herbert Nicolas Mahut                                                                          | 6:4, 6:4, 3:6, 7:63 | Mate Pavić Ivan Dodig                                                                  |
| Sonntag, 25. November 2018                                                                                   | |                                                                                        |
| Lucas Pouille                                                                                                | 6:73, 3:6, 3:6 | Marin Čilić                                                                            |
| Jo-Wilfried Tsonga                                                                                           | nicht ausgetragen | Borna Ćorić                                                                            |

### Kontinentalgruppe I

#### Amerikazone

##### Erste Runde
| Datum         | Heimmannschaft          | Ergebnis | Gastmannschaft | Spielort          |
| ------------- | ----------------------- | -------- | -------------- | ----------------- |
| 2.–4. Februar | Chile                   | 3:1      | Ecuador        | Santiago de Chile |
| 2.–4. Februar | Barbados                | 0:4      | Kolumbien      | St. Michael       |
| 2.–4. Februar | Dominikanische Republik | 2:3      | Brasilien      | Santo Domingo     |

- Argentinien kam per Freilos in die nächste Runde.

##### Zweite Runde
| Datum       | Heimmannschaft | Ergebnis | Gastmannschaft | Spielort     |
| ----------- | -------------- | -------- | -------------- | ------------ |
| 6.–7. April | Argentinien    | 3:2      | Chile          | San Juan     |
| 6.–7. April | Kolumbien      | 3:2      | Brasilien      | Barranquilla |

#### Europa-/Afrikazone

##### Erste Runde
| Datum         | Heimmannschaft | Ergebnis | Gastmannschaft | Spielort   |
| ------------- | -------------- | -------- | -------------- | ---------- |
| 2.–4. Februar | Südafrika      | 2:3      | Israel         | Centurion  |
| 2.–4. Februar | Ukraine        | 2:3      | Schweden       | Dnipro     |
| 2.–4. Februar | Österreich     | 5:0      | Belarus        | St. Pölten |

- Tschechien, die Slowakei, Bosnien und Herzegowina, Portugal und Russland kamen jeweils per Freilos in die nächste Runde.

##### Zweite Runde
| Datum       | Heimmannschaft | Ergebnis | Gastmannschaft          | Spielort   |
| ----------- | -------------- | -------- | ----------------------- | ---------- |
| 6.–7. April | Tschechien     | 3:1      | Israel                  | Ostrava    |
| 6.–7. April | Schweden       | 3:2      | Portugal                | Stockholm  |
| 6.–7. April | Slowakei       | 2:3      | Bosnien und Herzegowina | Bratislava |
| 6.–7. April | Russland       | 1:3      | Österreich              | Moskau     |

#### Ozeanien-/Asienzone

##### Erste Runde
| Datum         | Heimmannschaft      | Ergebnis | Gastmannschaft | Spielort  |
| ------------- | ------------------- | -------- | -------------- | --------- |
| 2.–4. Februar | Volksrepublik China | 3:1      | Neuseeland     | Tianjin   |
| 2.–4. Februar | Pakistan            | 4:0      | Südkorea       | Islamabad |

- Indien und Usbekistan kamen per Freilos in die nächste Runde.

##### Zweite Runde
| Datum       | Heimmannschaft      | Ergebnis | Gastmannschaft | Spielort  |
| ----------- | ------------------- | -------- | -------------- | --------- |
| 6.–7. April | Volksrepublik China | 2:3      | Indien         | Tianjin   |
| 6.–7. April | Pakistan            | 1:4      | Usbekistan     | Islamabad |

- Usbekistan und Indien qualifizierten sich für die Relegation zur Weltgruppe

### Weltgruppen-Relegation
| Datum             | Heimmannschaft | Ergebnis | Gastmannschaft          | Ort      |
| ----------------- | -------------- | -------- | ----------------------- | -------- |
| 14.–16. September | Argentinien    | 4:0      | Kolumbien               | San Juan |
| 14.–16. September | Österreich     | 3:1      | Australien              | Graz     |
| 14.–16. September | Serbien        | 4:0      | Indien                  | Kraljevo |
| 14.–16. September | Ungarn         | 2:3      | Tschechien              | Budapest |
| 14.–16. September | Großbritannien | 3:1      | Usbekistan              | Glasgow  |
| 14.–16. September | Schweiz        | 2:3      | Schweden                | Biel     |
| 14.–16. September | Kanada         | 3:1      | Niederlande             | Toronto  |
| 14.–16. September | Japan          | 4:0      | Bosnien und Herzegowina | Osaka    |